# Cenopalpus crataegi
Cenopalpus crataegi är en spindeldjursart som beskrevs av Dosse 1971. Cenopalpus crataegi ingår i släktet Cenopalpus och familjen Tenuipalpidae. Inga underarter finns listade i Catalogue of Life.